# Symbol rate

Uno stesso segnale digitale interpretato dal punto di vista dei simboli (Data) e poi dei bit trasmessi (Manchester) rispetto ad un segnale di riferimento (Clock). Si può notare come in questo caso ogni simbolo sia associato ad una particolare sequenza di 2 bit.

Il symbol rate, detto anche frequenza di simbolo, baud rate o tasso di simbolo, nell'ambito delle trasmissioni digitali è una misura della quantità di informazione significativa (simboli) trasmessa su canale di comunicazione nell'unità di tempo. L'unità di misura associata è il baud (Bd) o "simboli al secondo", dove un simbolo trasporta uno o più bit di informazione.
Il symbol rate può essere utilizzato indirettamente come misura della variazione per unità di tempo della forma d'onda, o in generale del segnale, su un canale trasmissivo che utilizzi una modulazione o una codifica di linea.
Nel caso della codifica di linea misura il numero di impulsi al secondo. Il symbol rate è correlato con la velocità di trasmissione espressa in bit per secondo.

## Simboli

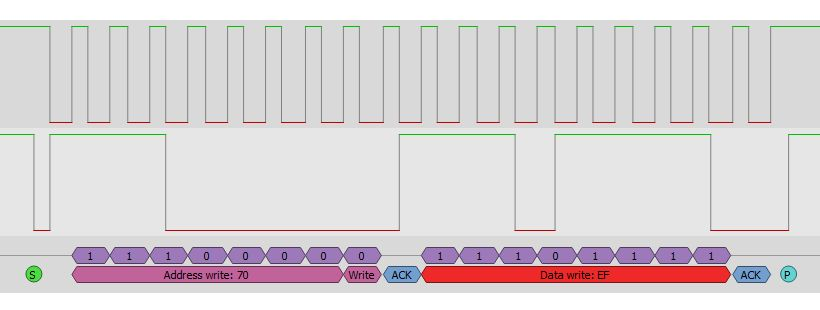
Un tipico tracciato dei segnali su un bus I^{2}C, accompagnato dalla relativa analisi logica (in basso). Secondo lo standard I^{2}C i simboli sono definiti su coppie di bit distribuite sui due canali paralleli che formano il bus.

Un simbolo è una condizione significativa del canale di comunicazione che persiste per una durata fissa e associata a una certa quantità di informazione. Nelle telecomunicazioni, si definisce condizione significativa uno specifico parametro fisico del segnale scelto per rappresentare un'informazione, come ad esempio un livello di tensione o potenza elettrica, un livello di potenza ottica, una determinata fase o una specifica lunghezza d'onda o frequenza. La durata della condizione significativa è l'intervallo di tempo che intercorre tra due istanti significativi consecutivi. Il passaggio da una condizione significativa a un'altra costituisce una transizione del segnale e l'informazione può essere trasmessa durante la condizione significativa o codificata tramite la presenza o l'assenza di transizioni.
Il dispositivo trasmettitore (ad esempio un modulatore o un encoder) converte l'informazione in una sequenza di simboli (condizioni significative) trasmessi a una frequenza {\displaystyle f_{s}} fissa e nota. Le condizioni significative vengono rilevate e riconosciute dai dispositivi ricevitori (ad esempio demodulatori e decoder) che traducono il segnale ricevuto nel suo equivalente logico che può essere ad esempio una cifra binaria (0 o 1), un carattere alfanumerico, un segno di punteggiatura o uno spazio.
A seconda delle tecniche impiegate, ogni simbolo può codificare una o più cifre digitali (bit). 
La durata di una condizione significativa costituisce il tempo di simbolo {\displaystyle T_{s}} ed è definita come:
{\displaystyle T_{s}={\frac {1}{f_{s}}}}
dove {\displaystyle f_{s}} è la frequenza di simbolo. Si tratta di una grandezza misurabile per esempio con un oscilloscopio determinando su un diagramma ad occhio l'intervallo temporale che intercorre tra due transizioni (lunghezza dell'occhio).
Per esempio, una baud rate di 1 kBd=1000 Bd indica una trasmissione di 1000 simboli al secondo, che nel caso di un modem equivale a 1000 toni al secondo mentre nel caso di una codifica di linea indica 1000 impulsi al secondo. A questa frequenza di simbolo corrisponde un tempo di simbolo pari a 1/1000 secondi = 1 millisecondo.

## Relazione con la velocità di trasmissione
Spesso il termine baud rate si usa impropriamente ed erroneamente come sinonimo di bit rate, dato che nel caso dei modem più vecchi e dei dispositivi di comunicazioni digitale più semplici che associano ogni bit a un simbolo le due grandezze coincidono. Nei dispositivi più moderni o sofisticati un simbolo può assumere più di due stati (come nel caso delle modulazioni QAM) e quindi è in grado di convogliare più bit; in queste situazioni la baud rate è in realtà inferiore rispetto alla velocità di trasmissione lorda (comprensiva di eventuali bit di overhead che non convogliano l'informazione finale) espressa in bit al secondo (bit rate).
Detto {\displaystyle N} il numero di bit convogliati da un simbolo, la velocità di trasmissione lorda equivalente {\displaystyle R} è data dalla formula:
{\displaystyle R=Nf_{s}}
da cui si evince che la velocità di trasmissione equivale alla frequenza di simbolo solo nel caso in cui ogni simbolo convogli un solo bit.
La quantità {\displaystyle N} di bit associabili a un simbolo dipende dal numero {\displaystyle M} degli stati assumibili dal simbolo secondo la relazione:
{\displaystyle N=\log _{2}(M)}
In base a questa definizione, un simbolo che può assumere 8 stati convoglia 3 bit di informazione dato che il logaritmo in base 2 di 8 è uguale a 3 (ossia 2³=8).
Sostituendo {\displaystyle N} nella prima relazione, si ottiene quindi la formula di Hartley che esprime in modo rigoroso la relazione tra frequenza di simbolo e velocità di trasmissione in funzione del numero di stati assunti dal simbolo:
{\displaystyle R=f_{s}\log _{2}(M)}
Si noti che in base a questa relazione un simbolo convoglia un numero intero di bit per baud quando assume un numero di stati pari a una potenza di due ma non è obbligatorio rispettare sempre questa condizione. Esistono infatti tecniche di codifica di linea frazionarie, come ad esempio 4B3T (impiegata nell'ISDN) che usa tre stati per trasmettere quattro bit, con un trasferimento pari a 1,33 bit per baud.

## Esempi

### Modem in banda passante
I canali trasmissivi in banda passante come le linee telefoniche, i canali radio e i canali multiplati in frequenza (FDM) utilizzano la modulazione. Nel caso della modulazione digitale dei modem, ogni simbolo determina come viene modificata l'onda portante sinusoidale durante un intervallo di tempo chiamato "periodo di simbolo". 
Un simbolo può convogliare uno o più bit informativi; nel caso dei modem telefonici in banda vocale, normalmente ogni simbolo trasporta fino a 7 bit. Trasportare più bit per simbolo o per impulso presenta diversi vantaggi: riduce il tempo di trasferimento dei dati specie dove la capacità di banda è limitata e consente di ottenere un'alta efficienza spettrale, misurata in (bit/s)/Hz, ossia di raggiungere bit rate alti anche se la larghezza di banda in hertz è bassa.
Alcuni esempi di modem nella banda vocale:
- Un modem V.22bis trasmette 2400 bit/s a 1200 Bd (1200 simboli) e con la modulazione QAM ogni simbolo trasporta due bit informativi; il modem può quindi generare M=2²=4 simboli diversi utilizzando una banda di 1200 Hz (identica alla baud rate). La frequenza portante è a 1800 Hz, quindi la frequenza inferiore utilizzata è 1800 − 1200/2 = 1200 Hz e quella superiore è 1800 + 1200/2 = 2400 Hz.
- Un modem V.34 è in grado di trasmettere simboli a 3420 Bd e ogni simbolo può trasportare fino a dieci bit, con una velocità di trasferimento risultante pari a 3420 × 10 = 34200 bit/s. Escludendo l'overhead aggiunto dal livello fisico, la bit rate netta nominale è pari a 33800 bit/s.

### Codifiche di linea per trasmissioni in banda base
Nel caso di canali trasmissivi in banda base, come ad esempio le linee telegrafiche, le linee seriali o i collegamenti Ethernet su doppino, i dati vengono trasferiti usando una codifica di linea, ossia tramite impulsi invece che tramite toni. In questo caso, la baud rate indica il numero di impulsi trasmessi al secondo. In un canale in banda base, la massima frequenza di impulsi trasmissibile è data dalla frequenza di Nyquist ossia dal doppio dell'ampiezza della banda (che in banda base equivale al doppio della frequenza di taglio).
Nei collegamenti digitali più semplici, come le singole piste di una scheda a circuito stampato o le linee di una porta seriale RS232 la frequenza di simbolo coincide con la velocità di trasmissione mentre collegamenti più veloci, come Ethernet a 10 Mbit/s (10Base-T), USB e FireWire sono caratterizzate da frequenze di simbolo leggermente inferiori rispetto alla bit rate a causa dell'overhead usato per la codifica auto-sincronizzante e per la rilevazione degli errori.
J. M. Émile Baudot (1845–1903) elaborò per la telegrafia una codifica a cinque livelli (cinque bit per carattere) che divenne uno standard internazionale noto comunemente come codice Baudot.
Anche altre tecnologie avanzate, tra le quali vi sono per esempio FDDI e Ethernet a 100/1000 Mbit/s, utilizzano più di due livelli di tensione per ottenere velocità elevate. In particolare, i cavi Ethernet a 1000 Mbit/s (Gigabit Ethernet) usano quattro doppini in full duplex in parallelo, ciascuno a 250 Mbit/s, e il contenuto informativo è codificato con simboli a 5 livelli (due bit per simbolo) su ciascun doppino (codifica 4D-PAM5).

### Televisione digitale e OFDM
Per le trasmissioni su televisione digitale la frequenza di simbolo è data dalla relazione:
{\displaystyle f_{s}={\frac {204\cdot r_{d}}{188\cdot b_{s}}}}
dove:
- {\displaystyle r_{d}} è la velocità di trasmissione dei dati in bit al secondo
- 204 è il numero di byte di ogni pacchetto trasmissivo, comprensivo dei 16 byte finali del FEC Reed-Solomon
- 188 è il numero dei byte di dati (contenuto informativo) più il byte iniziale usato come parola di sincronismo (0x47)
- {\displaystyle b_{s}} è il numero di bit per simbolo (logaritmo in base due del numero di livelli della modulazione) pesato dal rapporto di FEC.

A titolo di esempio, si consideri un segnale video digitale trasmesso a 18 096 263 bit/s in modulazione 64-QAM (64 livelli, pari a 6 bit per simbolo) e con rapporto di FEC 3/4 (per cui a ogni 3 bit di dati viene aggiunto un bit per la rilevazione e correzione dell'errore, portando così il totale di bit trasmessi a 4). Applicando la formula, si ottiene per la frequenza di simbolo:
{\displaystyle f_{s}={\cfrac {18096263}{6\cdot {\frac {3}{4}}}}~{\cfrac {204}{188}}={\cfrac {18096263}{6}}~{\cfrac {4}{3}}~{\cfrac {204}{188}}=4363638}
Nella caso della trasmissione video su digitale terrestre (DVB-T, DVB-H e analoghi) si usa la modulazione a sottoportanti multiple OFDM. La frequenza di simbolo ottenuta sopra divisa per il numero di sottoportanti fornisce la frequenza di simbolo dell'OFDM.